# Domèvre-sur-Vezouze
Domèvre-sur-Vezouze település Franciaországban, Meurthe-et-Moselle megyében. Lakosainak száma 317 fő (2022. január 1.). Domèvre-sur-Vezouze Ancerviller, Barbas, Blâmont, Chazelles-sur-Albe, Herbéviller, Mignéville, Saint-Martin és Verdenal községekkel határos.

## Népesség
A település népességének változása:
| Lakosok száma | 301  | 261  | 227  | 287  | 290  | 289  | 296  | 311  | 314  | 317  |
|               | 1968 | 1982 | 1990 | 2006 | 2013 | 2015 | 2017 | 2019 | 2020 | 2022 |